# Бибб, Джордж Мортимер
Джордж Мортимер Бибб (англ. George Mortimer Bibb) (30 октября 1776 — 14 апреля 1859) — 17-й министр финансов США.

## Биография
Родился в округе Принс-Эдуард, штат Виргиния, США. Учился в Хэмпден-Сидней-колледже и Колледже Вильгельма и Марии, затем изучал юриспруденцию. Он был принят в коллегию адвокатов, занимался юридической практикой в штате Виргиния и в Лексингтоне, штат Кентукки. В результате своей активной деятельности, был избран в Палату представителей от Кентукки в 1806, 1810 и в 1817 годах. В 1808 году был назначен судьей Апелляционного суда Кентукки, а в 1810 году — главным судьёй.
В 1811 году Бибб избран в Сенат США от штата Кентукки, где заседал до 1814 года, после чего снова вернулся в Лексингтон чтобы работать адвокатом. Переехал во Франкфорт в 1816 году. В 1827 году вновь назначен на пост главного судьи штата, на котором пробыл год. Вторично избран в Сенат США в 1829 году. C 1835 по 1844 год был канцлером в суде Луисвилла.
В 1844—1845 годах назначен четвёртым министром финансов при президенте США Джоне Тайлере. Он был уже достаточно пожилым человеком, когда приступил к исполнению своих обязанностей в казначействе, одевался «в старинном стиле». Годовой государственный финансовый отчет Бибба на 1844 год состоял из тщательно проработанных статистических данных, где была расписана финансовая история страны, начиная с 1789 года. Кроме того, он представил веский аргумент для создания «амортизационного фонда» — накоплений посредством регулярных депозитов, используемый для оплаты процентов и основной суммы государственного долга. Бибб выступал за использование излишков доходов от таможенных и внутренних сборов, в качестве средств пополнения амортизационного фонда. Такой фонд уже был эффективно использован с 1789 по 1835 год, но Бибб так и не смог его восстановить.
После ухода с поста министра финансов, Бибб занимался адвокатской практикой в Вашингтоне, округ Колумбия, являлся помощником в офисе Генерального прокурора США.
Умер в Джорджтауне, округ Колумбия, в 1859 году. Похоронен на кладбище Франкфорта.